# Infront Sports & Media
Infront Sports & Media ist ein internationales Sportmarketing-Unternehmen mit Sitz in Zug in der Schweiz. Zentrale Geschäftsfelder sind die weltweite Vermarktung von Medien- und Sponsoringrechten für Sportveranstaltungen sowie die Medienproduktion. Infront bietet außerdem Serviceleistungen wie Sportstättenwerbung, Hospitality und Event-Management an. Infront hat weltweit mehr als 35 Niederlassungen mit insgesamt über 900 Mitarbeitern.

## Geschichte
Infront Sports & Media ging aus der ehemaligen KirchSport AG hervor. Im Oktober 2002 übernahm ein Investorenkonsortium, geführt von Robert Louis-Dreyfus, die KirchMedia-Tochter. Diese war ursprünglich durch eine Fusion der Schweizer Sportvermarkter CWL und Prisma Sports & Media entstanden. Infront wurde offiziell im Februar 2003 gegründet und war bis Mitte 2011 mehrheitlich im Besitz der Jacobs Holding AG. Im September 2011 übernahm die paneuropäische Private-Equity-Firma Bridgepoint Capital das Unternehmen. Die chinesische Wanda Group erwarb Infront Sports & Media Anfang Februar 2015. Im November 2015 gab die Wanda Group bekannt, dass Infront Sports & Media und die World Triathlon Corporation in die neu gegründete Unternehmenseinheit Wanda Sports integriert und entsprechend umfirmiert werden.

## Management
Philippe Blatter, ein Neffe des ehemaligen FIFA-Präsidenten Sepp Blatter, leitet das Unternehmen als Präsident und CEO. Executive Director war bis 2017 unter anderem Günter Netzer, der vor allem als Repräsentant nach außen fungierte.

## Sportrechte
Einer der ursprünglichen Unternehmensschwerpunkte war das Fußballgeschäft. Infront vermarktete exklusiv die weltweiten Medienrechte an der FIFA WM 2002 und 2006. Infront verkaufte an die Sendeanstalten ARD und ZDF 48 der 64 WM-Spiele – darunter fast alle Top-Partien. Die Aufzeichnung und Übertragung der Begegnungen der WM 2006 wurde – wie bereits 2002 in Japan und Südkorea – von der Tochterfirma Host Broadcast Services (HBS) übernommen. 2005 verlor Infront jedoch große Teile des FIFA-Mandats und schlug daraufhin eine Diversifizierungsstrategie ein.
Infront ist Partner von 170 Verbänden, Vereinen und Organisationskomitees im Sommer- und  Wintersport.
Im Fußball arbeitet Infront seit den 1970er Jahren mit dem Deutschen Fußball-Bund und vielen anderen europäischen Fußballverbänden, -ligen und -vereinen zusammen. Zu den Klubs gehören 1860 München, Mainz 05, Fortuna Düsseldorf, Schalke 04, Werder Bremen, 1. FC Köln, SC Freiburg, AC Mailand, Inter Mailand und Lazio Rom. Zudem vermarktet Infront Sports auch eine Reihe an Verbänden, unter anderem den deutschen Fußballverband, sowie den österreichischen Fußballverband. Das Unternehmen ist außerdem exklusiver Medienrechte-Berater und Produktionspartner der Lega Serie A und B und arbeitet mit der französischen Ligue 1 zusammen. Für die FIFA vermarktet das Unternehmen die Medienrechte aller großen Turniere der FIFA seit 2007 inklusive der Fußball-Weltmeisterschaft 2018 und der Fußball-Weltmeisterschaft 2022 im asiatischen Markt. Infront wurde von der FIFA außerdem als Vertriebspartner für die asiatischen Medienrechte aller FIFA Events zwischen 2015 und 2022 ernannt.
Darüber hinaus ist Infront Partner des Europäischen Handball-Verbandes (EHF) und der Confédération Européenne de Volleyball (CEV) für die jeweiligen Europameisterschaften der Männer und Frauen. In China vermarktet das Unternehmen den Landessport Nr. 1, Basketball, auf verschiedenen Ebenen – als Vermarktungspartner der nationalen CBA League sowie der chinesischen Nationalmannschaften.
In der Active Lifestyle & Endurance Unit umfasst das Portfolio folgende Rechte: Als Partner der World Triathlon Corporation (WTC) vermarktet das Unternehmen Sponsoring-Pakete für Ironman- und 70.3-Rennen, produziert einzelne Rennen und berät den Verband beim Vertrieb der Medienrechte. Eine solch allumfassende Rolle als Medien-, Marketing- und Produktionspartner hat Infront auch für den Berlin-Marathon inne. Zudem ist das Unternehmen Marketing-Partner der World Marathon Majors, der sechs bedeutendsten Marathons weltweit. Im Januar 2014 übernahm Infront den Veranstalter der deutschen Firmenlaufmeisterschaft B2RUN. Unter der Marke werden jährlich in zwölf deutschen Großstädten 6-km-Rennen für Unternehmen und ihre Mitarbeiter ausgerichtet – mit professioneller Zeitmessung und Zieleinlauf ins Stadion.
Im Wintersport repräsentiert Infront alle sieben olympischen Wintersportverbände und vermarktet internationale Großveranstaltungen wie die jährlich ausgetragene IIHF Eishockey-Weltmeisterschaft. Im Skisport vertreibt Infront als Partner der nationalen Skiverbände kollektiv die Medien- und/oder Marketingrechte für die Mehrheit der FIS Weltcup-Events – darunter auch die Vierschanzentournee. Für die Alpinen und Nordischen Skiweltmeisterschaften 2019 und 2021 erhielt Infront ebenfalls den Zuschlag für alle kommerziellen Rechte. Des Weiteren ist Infront in die Weltmeisterschaften und Weltcup-Veranstaltungen der IBU für Biathlon, der IBSF für Bob und Skeleton, der FIL für Rennrodeln sowie der WCF für Curling involviert. Infront ist außerdem kommerzieller Partner der European Ice Hockey Club Competition (EICC) für die Champions Hockey League (CHL), das neue Pan-Europäische Turnier im Klubeishockey.
2018 wurde XLETIX übernommen.

## Host Broadcast Services / Medienproduktion
Host Broadcast Services (HBS) ist eine hundertprozentige Tochtergesellschaft von Infront und ist für die zentrale Medienproduktion (das sogenannte Host Broadcasting) und Signalverbreitung internationaler Großereignisse im Spitzensport verantwortlich. HBS wurde im Jahr 1999 als hoch spezialisierter Host Broadcaster der Fußball-Weltmeisterschaft gegründet und arbeitet nach wie vor eng mit internationalen Verbänden wie der FIFA für die FIFA WM 2002, 2006, 2010, 2014 und 2018 oder der UEFA für die UEFA EURO 2008 und UEFA EURO 2012 zusammen.
Zudem unterstützte HBS die Medienproduktion des America’s Cup in Valencia sowie der Asienspiele 2006, 2010 und 2014 und der französischen Ligue 1. HBS produziert außerdem den BMW Berlin-Marathon.
Neben den Host Broadcast Projekten von HBS produziert die Infront-Gruppe weitere Sportveranstaltungen – darunter die komplette Lega Serie A in Italien, FIS Weltcup-Events, Fußball-Länderspiele und die IIHF Eishockey-Weltmeisterschaft. Zudem entwickelt das Unternehmen digitale Lösungen und bereitet Sportinhalte für Neue Medien entsprechend auf.

## Kritik
Zu Rücktrittsforderungen, unter anderem britischer Fanverbände, an die Adresse Joseph Blatters führten Ende 2009 die Rechtedeals zwischen FIFA und der Match Hospitality AG, an der Infront Sports & Media einen 5-Prozent-Anteil hält.
Nach Angabe der FIFA wurden die Rechte ausgeschrieben, mitbietende Konkurrenten sind jedoch nicht bekannt.
Im Oktober 2015 wurde bekannt, dass an Infront von der FIFA – laut dem TV-Magazin „Rundschau“ des Schweizer Fernsehens – millionenschwere TV-Rechte für die Fußball-Weltmeisterschaften in Russland und Katar ohne ordentliches Bieterverfahren vergeben worden sein sollen. Es soll sich dabei um die Vermarktungsrechte im VIP-Segment für WM-Ticket-Arrangements für die Firma Match Hospitality handeln, an der Infront 5 % Anteile hält. Mit davon profitiert haben soll dabei der Neffe des FIFA-Chefs Sepp Blatter, Philippe Blatter, obwohl das Unternehmen selbst dies bestreitet und es auch bislang keine konkreten Beweise für eine Begünstigung gibt. Das Unternehmen selbst gab über die Pressestelle bekannt, dass Philippe Blatter nicht an der Vergabe, also weder an Verhandlungen noch bei Vertragsschlüssen, beteiligt gewesen ist. Die FIFA bestreitet die Vergabe ohne ordentliches Bieterverfahren und besteht laut Die Tageszeitung auf einer korrekten Vergabe an das „beste Angebot“.